# Felice Mattioli

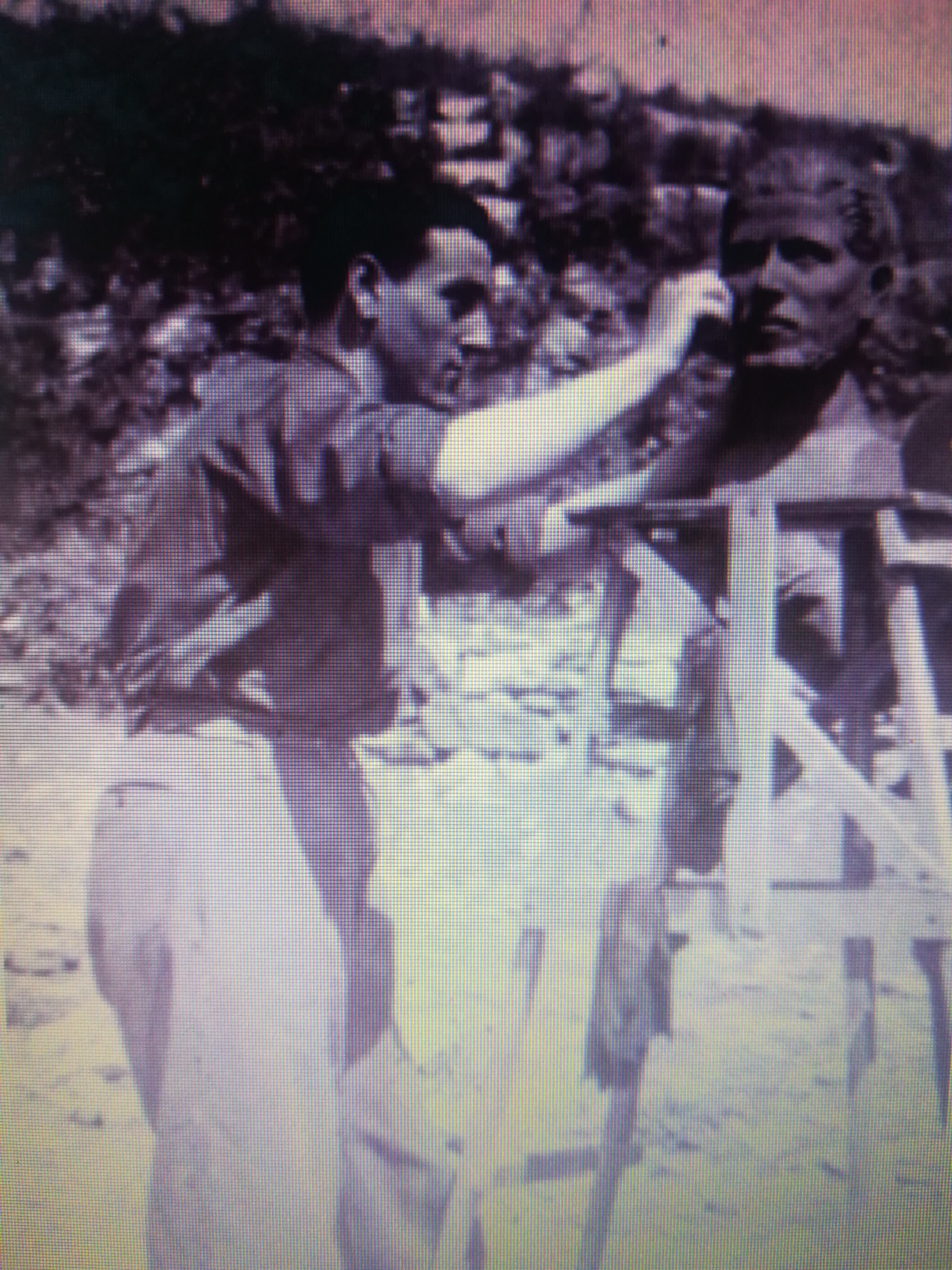
Felice Mattioli a Spalato durante la Seconda Guerra Mondiale

Felice Mattioli (Crevalcore, 2 ottobre 1921 – Bologna, 23 giugno 2005) è stato uno scultore italiano.

## Biografia
Felice Mattioli si diploma a Modena presso l'Istituto Superiore d'Arte Adolfo Venturi e successivamente presso l'Accademia di Belle Arti di Bologna, dove ebbe per maestro Ercole Drei.
A partire dagli anni cinquanta Mattioli insegna arte plastica presso l'Istituto d'Arte Ferruccio Mengaroni di Pesaro, il Liceo Artistico di Roma, il Liceo Artistico Arcangeli di Bologna e l'Accademia di Belle Arti di Frosinone. Successivamente diviene titolare della cattedra di plastica ornamentale presso l'Accademia di Belle Arti di Brera.

## Attività artistica
Mattioli Partecipa alla VI e alla VII Quadriennale Nazionale d'Arte di Roma.

## Stile
Dopo i primi anni come scultore animalista «espressivo e potente», Mattioli inclina verso l'astrattismo a partire dai primi anni sessanta. 
L'avvento dell'astratto si presenta come la possibilità di plasmare forme che la natura non avrebbe mai potuto suggerire, permettendogli di dare vita a una esuberante germinazione di forme, tuttavia tenendo sempre, anche se sottotraccia, un senso di connessione silente con la natura, dalla quale non si congederà mai del tutto.

## Opere
Alcune sue opere si trovano presso:
- Chiesa di San Silvestro di Crevalcore
- Comune di Crevalcore
- Casa della Salute di Crevalcore
- Colonia marina di Pesaro (all'epoca diretta da Don Ilario Bacchiani)
- Famiglia dell'ex Presidente della Repubblica Giovanni Gronchi